# Train-Train (álbum)
Train-Train (トレイン トレイン Torein Torein?) es el tercer álbum lanzado por la banda japonesa The Blue Hearts.

## Lista de canciones
1. "Train-Train"
2. "Merry Go Round" (メリーゴーランド)
3. "Denkō Sekka" (電光石火 El Rayo)
4. "Missile" (ミサイル)
5. "Boku no Migite" (僕の右手 Mi Mano Derecha)
6. "Mugon Denwa no Burūzu" (無言電話のブルース Silent Telephone Blues)
7. "Fūsen Bakudan" (風船爆弾 Bomba de Globo de Papel)
8. "Love Letter" (ラブレター Carta de Amor)
9. "Nagaremono" (ながれもの Wanderer)
10. "Burūzu o Ketobase" (ブルースをけとばせ Deja el Blues)
11. "Aozora" (青空 Cielo Azul)
12. "Omae o Hanasanai" (お前を離さない No te dejaré)